# オクターヴ
オクターヴは、西洋音楽における8度音程であり、周波数比2：1の音程である。
「オクターブ」とも表記される。

## 用語
西洋音楽で用いられる全音階は、周波数比2:1の音の間を全音間隔5箇所と半音間隔2箇所で分割した七音音階である。
西洋音楽では同度を1度音程として数え始めるため、七音音階で高さの異なる同じ音に辿り着く音程が8度となる。「8番目＝8度音程」を意味するラテン語は“octavus”であり、そこからフランス語“octave”、英語“octave”、ドイツ語“Oktave”、など他の各言語へと派生・定着した。
オクターヴが単に8度音程という意味であるため、厳密には重減8度・減8度・完全8度・増8度・重増8度を含むが、一般にオクターヴと表現する際は、完全8度音程やその音程を隔てた音のことを意味する。時には8度音程としての1オクターヴだけでなく、2オクターヴや3オクターヴなど、数オクターヴのことを意味することもある。また、七音音階以外の場合でも周波数比2:1の音程に対してオクターヴという用語が広く適用されることもある。
インドにおいては、オクターヴに相当する用語として、7を意味する“saptak”（サプタカ）という語が使われている。これは、1サプタカに7個の音(Sa, Ri, Ga, Ma, Pa, Dha, Ni)が含まれているためであるが、西洋音楽とは異なり、同度を0度と数える方式によっているためである。

## 理論
ある音の2±n倍 (n:整数)の周波数の音は、元の音と同種の音と認識されることが、ヒトに共通する感覚として絶対性を持っている。高さは違うものの、本質的に同じ音として感覚に捉えられる理由として一つに、自然界に存在している多くの音に含まれる倍音の中では、この関係の周波数の音が基礎となって響く点が考えられており、また、オクターヴ違いの2音間の振動数比の単純さが考えられている。
オクターヴの関係にある音が高さの異なる同種の音として聴こえるその性質から多くの文化ではそれが同じ音名として表現されてきた。例えば西洋音楽において、A(ラ)音の1オクターヴ上もA音とされる。インド古典音楽でも同様で、Sa(サ)音の1オクターヴ上はやはりSa音となる。別の場合として、オスマン古典音楽（トルコ）においては、1オクターヴ上の音に同じ名称を与えずに呼び示す。例えば、イェギャハと呼ばれる音の1オクターヴ上の音はネヴァーと呼ばれる。これは古代ギリシャからの音楽理論の伝統を引き継いでいる事と関連している。

## 単音程と複音程の境界における問題
オクターヴ以上にわたる音程を、その関係を解りやすくするために、オクターヴ単位で移高した音程として呼び示すことがある。その際、8度以下の音程を単音程と呼び、8度以上にわたる音程のことを複音程と呼ぶ。例えば、17度音程は、単音程で3度音程となる。
8度は単音程とも複音程ともされる。8度を複音程と考えた場合、単音程で1度になる。

## 記譜上の移高記号
西洋音楽の楽譜において、5線譜で標準的に使用される音部記号にとって非常に高い音や低い音を記したい時、加線が多くて見にくくならないよう、オクターヴ移高させる省略記号が使用されてきた。
音楽用語はイタリア語が公用語として普及していたが、 記譜音をオクターヴ移高させて奏する指示もイタリア語で表記される。8va という記号は、「(記譜よりも)1オクターヴ高く(演奏せよ)」という意味であるが、正式には8va altaとなる。8va とは ottava の略記であるが、イタリア語におけるottavoの女性型ottavaに、「高い」altoの女性型altaが適用されている。逆に、「(記譜よりも)1オクターヴ低く(演奏せよ)」という指示には、 8va が用いられることがあるが、ロマン派頃から誤解を防ぐためその表記は敬遠されるようになり、その後は8vbまたは8va bassaと表記され、これらはottavo bassoの女性型でottava bassaとなっている。
2オクターヴは16度（diciasettesimo）ではなく15度（quindecimo）となる。2オクターヴ移高させる指示の場合には、15ma altaまたは15ma、15ma bまたは15ma bassaと表記される。ただしメシアンをはじめとする同世代の作曲家たちは、8の2倍の数字としての見やすさを尊重し、あえてこれを16度と表記することもあったが、現代の殆どの作曲家たちは15度として記入する。16度として書き込む場合には、16ma altaまたは16ma、16ma bまたは16ma bassaとなる。